# Боланден
Боланден (њем. Bolanden) општина је у њемачкој савезној држави Рајна-Палатинат. Једно је од 81 општинског средишта округа Донерсберг. Према процјени из 2010. у општини је живјело 2.375 становника. Посједује регионалну шифру (AGS) 7333010.

## Географски и демографски подаци
Боланден се налази у савезној држави Рајна-Палатинат у округу Донерсберг. Општина се налази на надморској висини од 226 метара. Површина општине износи 17,4 km². У самом мјесту је, према процјени из 2010. године, живјело 2.375 становника. Просјечна густина становништва износи 136 становника/km².